# Glavičorak
Glavičorak (cyr. Главичорак) – wieś w Bośni i Hercegowinie, w Republice Serbskiej, w mieście Bijeljina. W 2013 roku liczyła 169 mieszkańców.